# Cheers (Drink to That)
Cheers (Drink to That) ist ein Lied der R&B-Sängerin Rihanna. Am 24. Juli 2011 gab Rihanna über ihren Twitter-Account bekannt, dass das Lied die sechste Singleauskopplung aus ihrem fünften Studioalbum Loud sein wird. Am 2. August 2011 wurde das Lied zum ersten Mal im Radio in den Vereinigten Staaten gespielt. „Cheers (Drink to That)“ ist außerdem auf der Setlist der Loud Tour (2011).

## Hintergrund

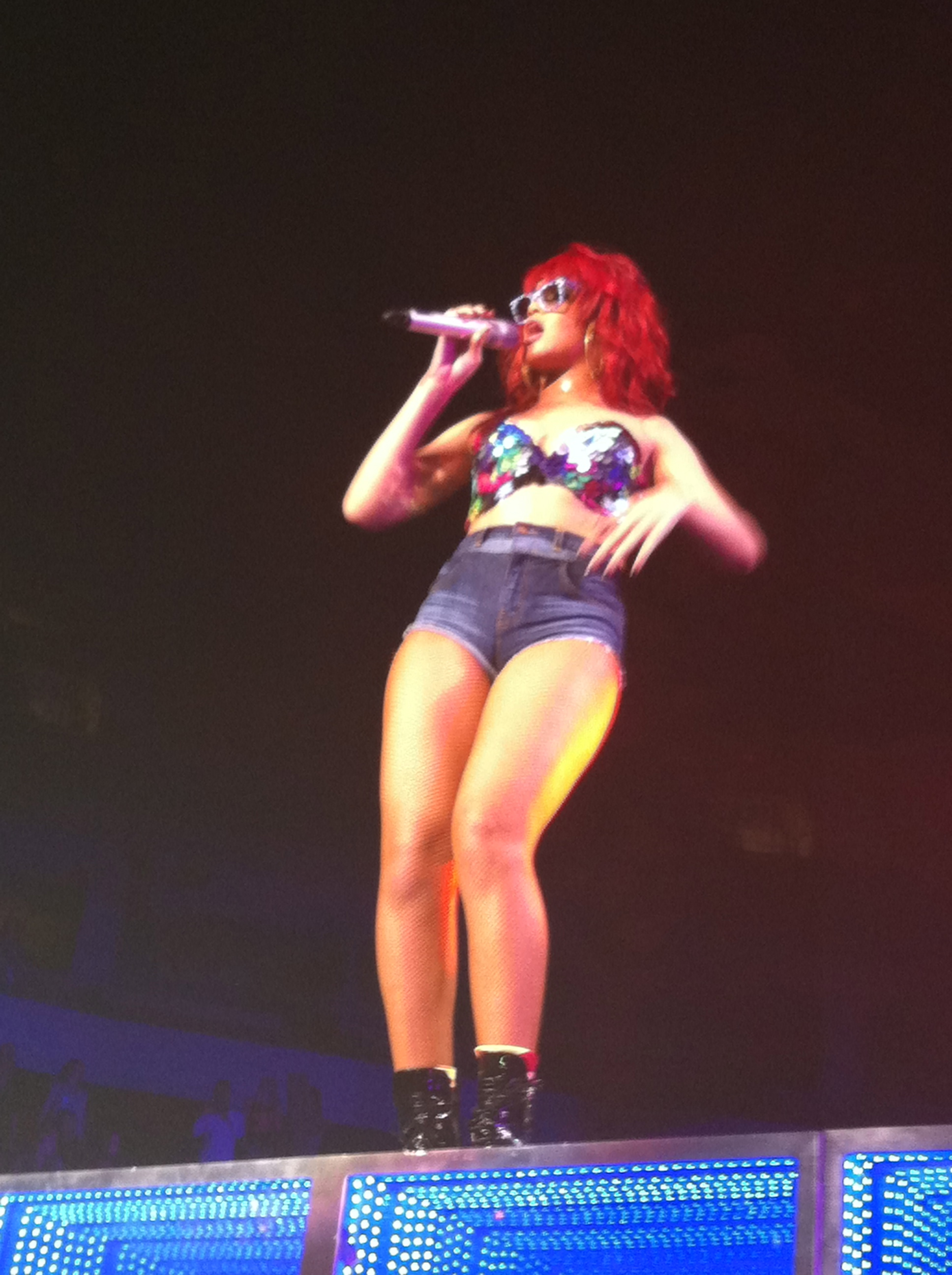
Rihanna singt „Cheers (Drink to That)“ während ihrer Loud Tour in Vancouver, Kanada am 24. Juni 2011

„Cheers (Drink to That)“ sollte ursprünglich anstatt „Only Girl (In the World)“ die Leadsingle von Loud sein, da der Titel Cheers schon vor der Veröffentlichung des Albums bekannt wurde. Bei der Online-Befragung der vierten Single von Loud, bei der „California King Bed“ das Rennen machte, stand neben „Fading“ und „Man Down“ auch „Cheers (Drink to That)“ zur Auswahl. Nun hat Rihanna selbst auf ihrer Twitter-Seite angegeben, indem sie dem Promi-Blogger Perez Hilton schrieb, dass sein Lieblingslied von Loud, „Cheers (Drink to That)“, die nächste Single sein werde.

## Komposition
„Cheers (Drink to That)“ wurde von Andrew Harr, Jermaine Jackson, Stacey Barthe, LP, Corey Gibson, Chris Ivery und Rihanna geschrieben und von The Runners produziert. Das Lied enthält ein Sample des Liedes „I’m with You“ von Avril Lavigne, welches von Avril Lavigne, Scott Spock, Lauren Christy und Graham Edwards geschrieben wurde und auf dem Album Let Go (2002) erschienen ist. Das Lied gehört dem Genre Pop-Rock an.
Der Songtext bezieht sich in einer Zeile auf den Musikfilm Coyote Ugly aus dem Jahre 2000 und die darin auftretende Schauspielerin Tyra Banks, um die Stimmung einer rauschenden, trinkfreudigen Party zu vermitteln.

## Musikvideo

### Hintergrund
Während des Konzerts in Bridgetown, Barbados am 5. August 2011, im Rahmen ihrer Loud Tour, kündigte Rihanna an, dass der Auftritt von „Cheers (Drink an That)“ während der Show für das Musikvideo aufgezeichnet wird. Somit ist das Musikvideo Rihannas erstes Live-Musikvideo. Am 22. August 2011 gab Rihanna via Twitter bekannt, dass das Video am Mittwoch, den 24. August 2011, seine Premiere bei iTunes feiern würde. Später gab man allerdings bekannt, dass es erst zwei Tage später veröffentlicht wird. Am 26. August 2011 wurde es dann letztendlich bei iTunes und auf Rihannas VEVO-Kanal veröffentlicht. Dafür wurde schon vorab ein 16 Sekunden langer Teaser veröffentlicht, in dem man Backstage Material eines Konzerts und jubelnde Fans sehen kann.

### Handlung
Das Musikvideo zu „Cheers (Drink an That)“ beginnt mit Rihannas Fans, die Rihannas Namen auf ihrem Konzert bejubeln und schreien. Dann geht Rihanna in ihre Garderobe und bereitet ihr Make-up und ihr Bühnen-Outfit vor. Während Feuerwerk am Himmel explodiert, sind Szenen von Rihanna zu sehen, in denen sie durch ihre Heimatstadt fährt und mit einem Drink in einer Bar sitzt. Als das Lied zu spielen beginnt, sieht man Rihanna in einer Vielzahl verschiedener Outfits aus verschiedenen Teilen des Konzerts. Gleichzeitig werden auch Clips aus dem Publikum, das tanzt und singt, gezeigt. In anderen Szenen ist Rihanna im Besitz einer Handkamera und filmt die Menschen und das Treiben hinter der Bühne und während Proben. Avril Lavigne, die einen Kurzauftritt im Video hat, ist zu sehen in einer Szene, in der sie ihr Glas in die Kamera hebt und danach mit einem Skateboard am Rand eines Schwimmbeckens lang skatet und letztendlich in voller Montur in dieses fällt. Jay-Z, Kanye West und CeeLo Green sind auch in verschiedenen Clips des Videos zu sehen, während die beiden erstgenannten Special Guests bei Rihannas Tour waren, war der letztere Teil der Vorgruppen der Nordamerika-Etappe der Tour. Szenen von Rihanna in einem Privatjet, Vermeidung von Paparazzi und die Teilnahme am Barbados Kadooment Day sind ebenfalls im Video enthalten. Andere Szenen zeigen, wie sich Rihanna zusammen mit ihrer Mutter und Großmutter fotografiert, schwimmt, entspannt, mit ihrem Bruder feiert und wie sie Zeit mit ihren Freunden und der Familie verbringt. Das Video endet mit Rihanna auf einem Boot. Sie ruft: „Rihanna Navy!“, was sich auf ihre Fan-Gemeinde bezieht, die sich so nennt.

### Kritische Rezeption
Nach dem Erscheinen erhielt das Video allgemeinen Beifall von Kritikern. Iona Kirby von The Daily Mail lobte den Doku-Stil des Videos, das Fans die Möglichkeit gibt, Einblicke in das Leben von Rihanna zu sehen. Ein Rezensent von Rap-Up lobte das Video und kommentierte: „real blast in a glass!“ Nach PopDashs Giovanna Falcone „zeigt sich Rihanna mit Freunden und Familie beim Herumalbern, auf der Bühne und wie sie das Leben liebt. Man kann es nicht ändern, man muss einfach lächeln.“ Amy Sciarretto von PopCrush erklärte, dass das Video ganz anders als Rihannas bisherige Videos, wie das von „Man Down“, sei. Außerdem kommentierte sie, dass dieses Video Rihannas „offenstes und lockerstes“ Video sei. Robbie Daw von Idolator bemerkte, dass das Musikvideo wie „eine große, betrunkene Nacht“ aussieht. Ein Rezensent von der Zeitschrift Rolling Stone kommentierte, dass das Video „Rihanna in einer entsprechend festlichen Stimmung zeigt … es werden eine Menge Aufnahmen von ihr beim Feiern Backstage mit Freunden und Prominenten gezeigt“. Sarah Maloy von der Zeitschrift Billboard kommentierte: „Es gibt keine besonderen Effekte, Handlungen – und keine Chance für Klagen“, in Bezug auf eines der früheren Musikvideos von Rihanna, „S&M“, das mit zwei Klagen belastet war. Maloy wies auch darauf hin, dass das Video Rihannas gewöhnliches Leben, so wie es ist, präsentiert.
Brad Wete der Entertainment Weekly kommentierte: „Es ist Party-Time, Leute! Und das ist genau das, was das Video sichtbar macht.“ Im Hinblick auf die Kurzauftritte von mehreren Prominenten und Rihannas Kolleginnen und Kollegen, Leah Collins von The Vancouver Sun kommentierte: „[…] Rihanna zeigt, dass sie mehr Promi-Freunde als Frisuren hat (und das sagt schon etwas, denn sie schafft es ca. alle 5 Sekunden eine andere Frisur zu tragen)“. William Goodman vom Spin Magazin schrieb: „Barbados Pop-Queen Rihanna führt ein angenehmes Leben. Aber ganz ehrlich, sie ist nur ein Heimatstadt-Partygirl und ihr neues Video zu „Cheers (Drink an That)“ […] beweist es.“ Über das Anheben von Gläsern im Video kommentierte Rebeca Ford von The Hollywood Reporter: „Der Sängerin ist auch ersichtlich, dass sie öfters ein Glas für ihr Publikum hebt. Wahrscheinlich dankt sie ihnen für ihre Unterstützung bei ihrer eigenen persönlichen Entwicklung. ‚Prost.‘“

## Mitwirkende
Die folgenden Personen wirkten an der Entstehung des Lieds „Cheers (Drink to That)“ mit:
| - Songwriting: Andrew Harr, Jermaine Jackson, Stacey Barthe, Laura Pergolizzi, Corey Gibson, Chris Ivery, Lauren Christy, Graham Edwards, Avril Lavigne, Scott Spock, Robyn Fenty - Gesang: Rihanna - Instrumentierung: Andrew Harr, Jermaine Jackson | - Toningenieur: Makeba Riddick, Marcos Tovar - Assistenz: Bobby Campbell - Produktion: Andrew Harr, Jermaine Jackson |

## Kritische Rezeption
Jon Pareles von der The New York Times meint zu dem Lied: „Das Lied ist eine Arena-Hymne und zum Abrocken vor dem Spiegel genau geeignet.“ Leah Greenblatt von der Entertainment Weekly führt aus: „Das Sample von Avril Lavigne ist eine richtig schmutzige Party-Hymne.“ Ryan Dombal von Pitchfork sagt: „Life’s too short to be sittin’ around miserable“, singt Rihanna mit einem Achselzucken beim Nacht-Hit „Cheers (Drink to That)“. Mark Savage von BBC Music beschrieb das Lied als „funkig“ für eine Nacht in der Stadt, welche Rihanna an „all the semi-alcoholics in the world“ widmet. Robert Copsey von Digital Spy lobte auch die Nutzung des Lavigne Samples und bezeichnete das Lied als „unglaublich einprägsam“, ebenso sagte er voraus, das Lied könnte ein Hit in den Clubs und Bars werden, wegen seiner Referenzen im Liedtext an Alkohol und das Ausgehen mitten in der Nacht am Wochenende.

## Kommerzieller Erfolg

### Chartplatzierungen
Am 3. August 2011 debütierte „Cheers (Drink to That)“ auf Platz 91 in den US Billboard Hot 100 und stieg in der kommenden Woche auf Platz 50. Später erreichte das Lied Platz elf und wurde Rihannas 21. Top-20-Hit. Mit Platz sieben in der Woche vom 29. September 2011 erreichte das Lied seinen Höhepunkt und wurde Rihannas 16. Top-10-Hit. Außerdem debütierte das Lied auf Platz 35 der US-Pop-Songs und erreichte Platz elf. Das Lied erreichte außerdem in den australischen ARIA Charts Platz sechs und in den neuseeländischen Single-Charts Platz fünf. In den Canadian Hot 100 erreichte das Lied Platz 37. In der Woche vom 3. September 2011 debütierte das Lied auf Platz 67 der britischen Singles Charts, konnte aber später noch Platz 15 erreichen. In den britischen R&B-Charts erreichte das Lied Platz vier. In der Schweiz konnte sich das Lied für eine Woche auf Platz 66 in der Woche vom 28. September 2011 platzieren.
| ChartsChartplatzierungen       | Höchstplatzierung | Wochen |
| ------------------------------ | ----------------- | ------ |
| Schweiz (IFPI)                 | 66 (1 Wo.)        | 1      |
| Vereinigte Staaten (Billboard) | 7 (18 Wo.)        | 18     |
| Vereinigtes Königreich (OCC)   | 15 (13 Wo.)       | 13     |

| ChartsJahrescharts (2011)      | Platzierung |
| ------------------------------ | ----------- |
| Vereinigte Staaten (Billboard) | 77          |

### Auszeichnungen für Musikverkäufe
| Land/Region                  | Auszeichnungen für Musikverkäufe (Land/Region, Auszeichnung, Verkäufe) | Verkäufe  |
| ---------------------------- | ---------------------------------------------------------------------- | --------- |
| Australien (ARIA)            | 3× Platin                                                              | 210.000   |
| Neuseeland (RMNZ)            | Platin                                                                 | 15.000    |
| Schweden (IFPI)              | Gold                                                                   | 20.000    |
| Vereinigte Staaten (RIAA)    | 2× Platin                                                              | 2.000.000 |
| Vereinigtes Königreich (BPI) | Gold                                                                   | 400.000   |
| Insgesamt                    | 2× Gold · 6× Platin ·                                                  | 2.645.000 |

Hauptartikel: Rihanna/Auszeichnungen für Musikverkäufe